# فرمول گره کراوات
فرمول گره کراوات یک استاندارد مشخص و یک روش نوشتاری برای بستن گره های مختلف کراوات است. در این فرمول:
- R به معنی حرکت به سمت راست
- L به معنای حرکت به سمت چپ
- C به معنای حرکت به سمت وسط
- ↓ حرکت از زیر
- ↑ حرکت از رو
- T گره

## مثال
فرمول: L↓R↑C↓T